# Josef Bieberle

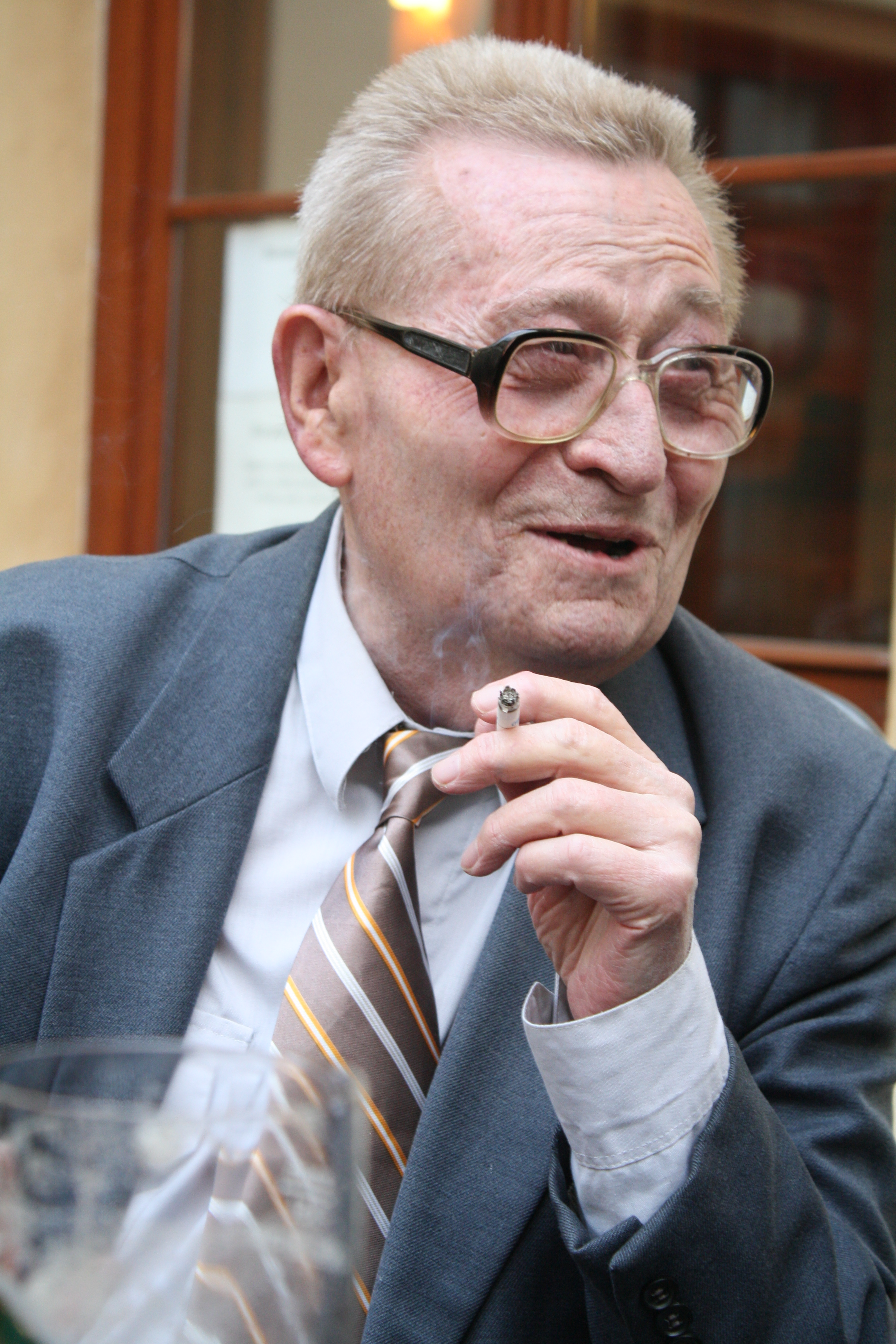
Josef Bieberle (2010)

Josef Bieberle (* 19. Januar 1929 in Loštice, Tschechoslowakei; † 12. Januar 2018) war ein tschechischer Historiker, der auf politische, soziale und regionale Geschichte spezialisiert war. Zwischen 1964 und 1966 war er Dekan an der Philosophischen Fakultät der Palacký-Universität in Olmütz.

## Leben
Josef Bieberle schloss 1952 sein Studium der Geschichte und der tschechischen Sprache an der Philosophischen Fakultät der Palacký-Universität in Olmütz ab. Bis 1959 arbeitete er am Lehrstuhl für Marxismus-Leninismus, ab 1959 am Lehrstuhl für Geschichte. Zwischen 1964 und 1966 war er Dekan an der Philosophischen Fakultät der Palacký-Universität in Olmütz. Wegen seiner politischen Tätigkeit während des Prager Frühlings wurde er 1970 aus der Universität entlassen und mit einem Publikationsverbot belegt. Im Jahr 1990 wurde er rehabilitiert und konnte wieder an der Palacký-Universität arbeiten. Im Jahr 1992 wurde er pensioniert, forschte aber als Historiker bis zu seinem Tod.

## Werke (Auswahl)
- Cestou necestou mou krajinou historie. Olomouc 2010. ISBN 978-80-254-8316-9.
- Hospody: podpalubí společnosti. Olomouc 2009. ISBN 978-80-254-5694-1
- Letopis intelektuála ze zatracené generace. Olomouc 2010. ISBN 978-80-244-2601-3.
- Univerzita Palackého vážně i s úsměvem. Univerzitní léta 1945–1990 pohledem historika a bývalého děkana Filosofické fakulty. Olomouc 2011. ISBN 978-80-254-9392-2.
- Meziválečná levice na Olomoucku. (zusammen mit Šárka Bartošová). Olomouc 2012. ISBN 978-80-905406-0-6.
- Lidé z Loštic ve XX. století. Nejen tvarůžkáři. Olomouc 2015.
- Veselé příběhy z neveselé doby. Olomoucké humoresky. Olomouc 2011. 94 s. ISBN 978-80-260-0543-8.
- Univerzita Palackého v Olomouci. Z historie a každodennosti akademické obce 1945–1990 Olomouc 2016. ISBN 978-80-905406-2-0.